# Claire Rosinkranz
Claire Rosinkranz, née le 2 janvier 2004 à Agoura Hills en Californie, est une chanteuse et compositrice américaine. 
Après avoir publié sa musique sur les réseaux sociaux, elle signe chez Republic Records à l'âge de 16 ans. Elle perce en 2020 avec le single Backyard Boy, issu de son premier EP BeVerly Hills BoYfRiEnd, et sort son premier album studio Just Because le 6 octobre 2023.

## Biographie
Claire Rosinkranz naît le 2 janvier 2004 Agoura Hills en Californie,. 
Elle fait de la musique depuis l'âge de huit ans. Elle aidait son père à trouver des idées de chansons pour diverses émissions de télévision et publicités. Elle se fait connaitre par sa chanson Backyard Boy qui devient virale sur l'application de partage de vidéos TikTok,. Son premier EP sort en 2020, BeVerly Hills BoYfRiEnd. Elle sort son deuxième EP, 6 Of A Billion, en 2021. Le 6 octobre 2023, elle sort son premier album Just Because. 

## Discographie

### Extended plays
| Titre                   | Détails                                                                                    |
| ----------------------- | ------------------------------------------------------------------------------------------ |
| BeVerly Hills BoYfRiEnd | - Sortie : 14 août 2020 - Label : Republic Records - Formats : digital download, streaming |
| 6 Of A Billion          | - Sortie : 9 juillet 2021 - Label : Republic - Formats : digital download, streaming       |

### Albums
| Titre        | Détails                                                                              |
| ------------ | ------------------------------------------------------------------------------------ |
| Just Because | - Sortie : 6 octobre 2023 - Label : Republic - Formats : digital download, streaming |

### Singles

#### Comme chanteuse principale
| Titre                                                  | Année | Peak chart positions | Peak chart positions | Peak chart positions | Album                                                |
| Titre                                                  | Année | IRE                  | NZ                   | UK                   | Album                                                |
| ------------------------------------------------------ | ----- | -------------------- | -------------------- | -------------------- | ---------------------------------------------------- |
| Best Friend                                            | 2019  | —                    | —                    | —                    | Non-album singles                                    |
| Sugar Water                                            | 2019  | —                    | —                    | —                    | Non-album singles                                    |
| Backyard Boy (solo ou remix avec Jeremy Zucker)        | 2020  | 48                   | —                    | 97                   | BeVerly Hills BoYfRiEnd                              |
| change ur mind (avec Sarcastic Sounds et Clinton Kane) | 2021  | —                    | —                    | —                    | Non-album singles                                    |
| Real Life                                              | 2021  | —                    | —                    | —                    | Non-album singles                                    |
| Frankenstein                                           | 2021  | —                    | —                    | —                    | 6 Of A Billion                                       |
| Boy In A Billion                                       | 2021  | —                    | —                    | —                    | 6 Of A Billion                                       |
| don't miss me                                          | 2021  | —                    | —                    | —                    | The Hating Game (Original Motion Picture Soundtrack) |
| i h8 that i still feel bad for u                       | 2022  | —                    | —                    | —                    | À venir                                              |
| stuck on us                                            | 2022  | —                    | —                    | —                    | À venir                                              |
| i'm too pretty for this                                | 2022  | —                    | —                    | —                    | À venir                                              |
| 123                                                    | 2022  | —                    | —                    | —                    | Just Because                                         |
| Sad in Hawaii                                          | 2023  | —                    | —                    | —                    | Just Because                                         |
| Never Goes Away                                        | 2023  | —                    | —                    | —                    | Just Because                                         |
| Screw Time                                             | 2023  | —                    | —                    | —                    | Just Because                                         |
| Pools and Palm Trees                                   | 2023  | —                    | —                    | —                    | Just Because                                         |
| Wes Anderson                                           | 2023  | —                    | —                    | —                    | Just Because                                         |
| Swinging at the Stars                                  | 2023  | —                    | —                    | —                    | Just Because                                         |